# Новино (Псковская область)
Новино — деревня в Шиковской волости Островского района Псковской области.
Расположена в 45 км к востоку от города Острова и в 3 км к востоку от волостного центра, деревни Шики.
Численность населения деревни по состоянию на 2000 год составляла 5 человек.